# Cantonul Menat
Cantonul Menat este un canton din arondismentul Riom, departamentul Puy-de-Dôme, regiunea Auvergne, Franța.

## Comune
- Blot-l'Église
- Lisseuil
- Marcillat
- Menat (reședință)
- Neuf-Église
- Pouzol
- Saint-Gal-sur-Sioule
- Saint-Pardoux
- Saint-Quintin-sur-Sioule
- Saint-Rémy-de-Blot
- Servant
- Teilhet